# علی حیدر (افسر ارتش سوریه)
علی حیدر (عربی: علي حيدر؛ ۱۹۳۲ – ۵ اوت ۲۰۲۲) افسر ارتش سوریه بود که به مدت ۲۶ سال فرماندهی نیروهای ویژه سوریه را به عهده داشت. وی از نزدیکان حافظ اسد و مورد اعتماد او بود.